# Sara Fischer
Sara Ingrid Fischer (Malung, 19 de septiembre de 1979) es una deportista sueca que compitió en snowboard. Ganó una medalla de bronce en el Campeonato Mundial de Snowboard de 2003, en la prueba de eslalon paralelo.

## Medallero internacional
| Campeonato Mundial | Campeonato Mundial    | Campeonato Mundial | Campeonato Mundial |
| Año                | Lugar                 | Medalla            | Competición        |
| ------------------ | --------------------- | ------------------ | ------------------ |
| 2003               | Kreischberg (Austria) | Medalla de bronce  | Eslalon paralelo   |